# セオ・ギレン
- テオ・ギレン

セオドア・ギレン（Theodore Gillen, 2005年9月12日 - ）は、 アメリカ合衆国イリノイ州シカゴ出身のプロ野球選手（遊撃手）。右投左打。MLBのタンパベイ・レイズ傘下所属。

## 経歴
2024年のMLBドラフト1巡目（全体18位）でタンパベイ・レイズから指名され、7月26日に契約を結んだ（契約金は約437万ドル）。なお、契約しない場合はテキサス大学オースティン校へ進学の予定であった。

## プレースタイル
高校時代は相次ぐ故障に泣いて当初からの評価が下落したが、広角にラインドライブを飛ばす打撃が魅力とされている。